# Technomyrmex mayri
Technomyrmex mayri är en myrart som beskrevs av Auguste-Henri Forel 1891. Technomyrmex mayri ingår i släktet Technomyrmex och familjen myror.

## Underarter
Arten delas in i följande underarter:
- T. m. mayri
- T. m. difficilis
- T. m. nitidulans

## Bildgalleri

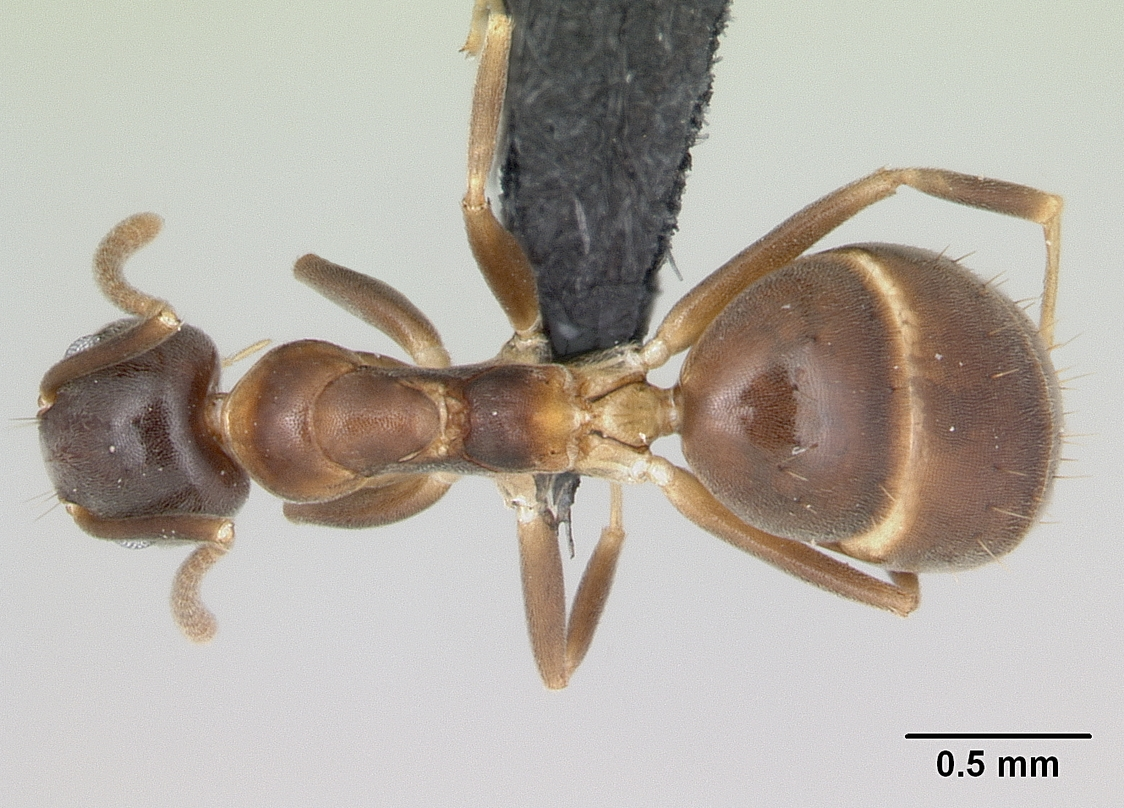
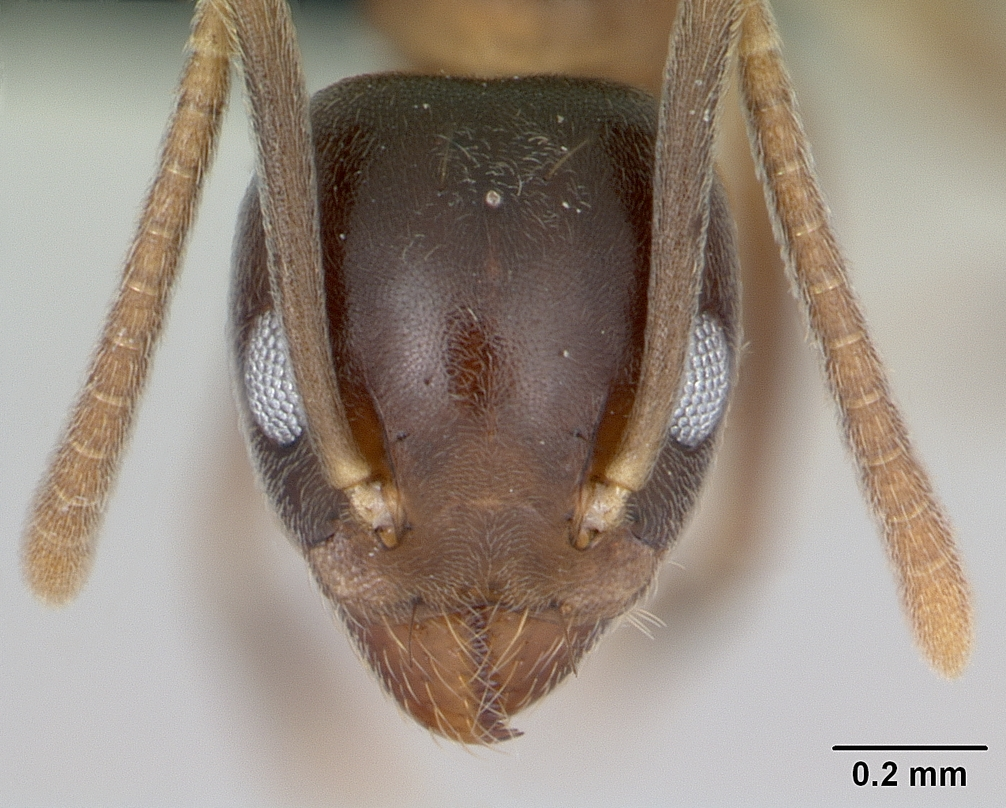
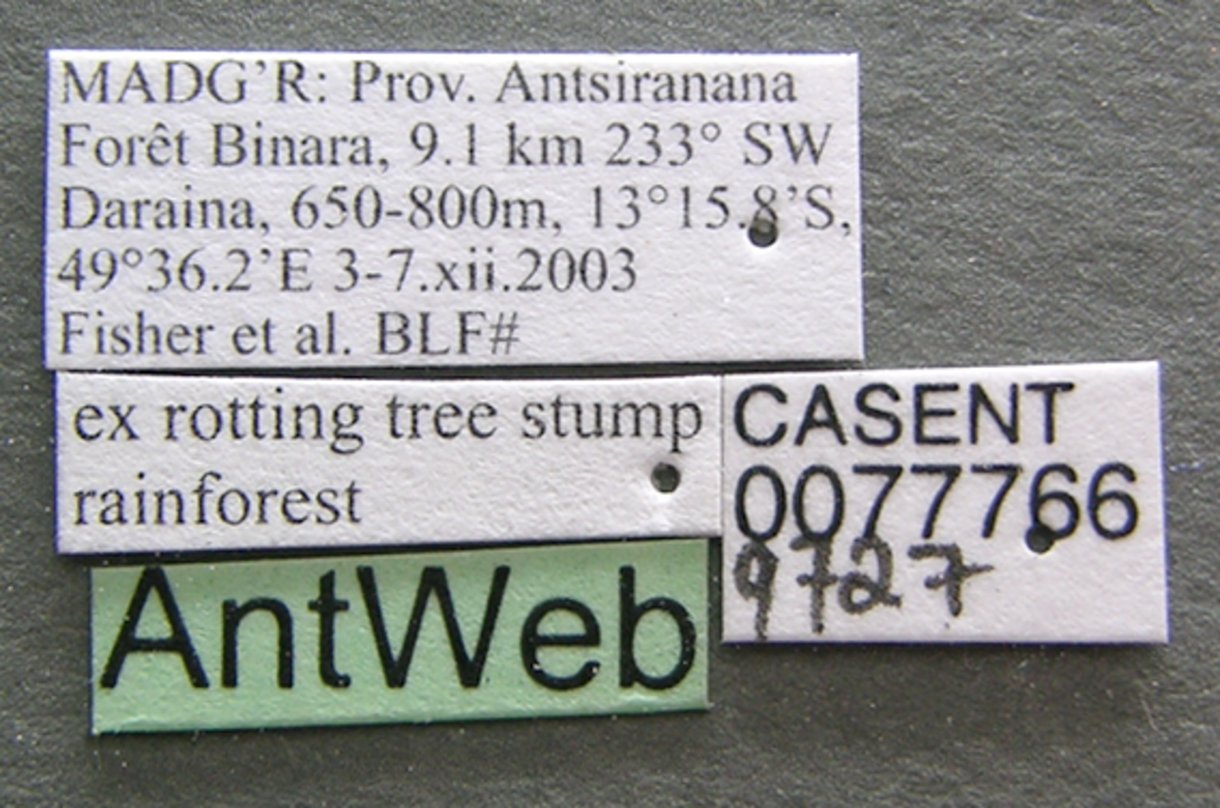
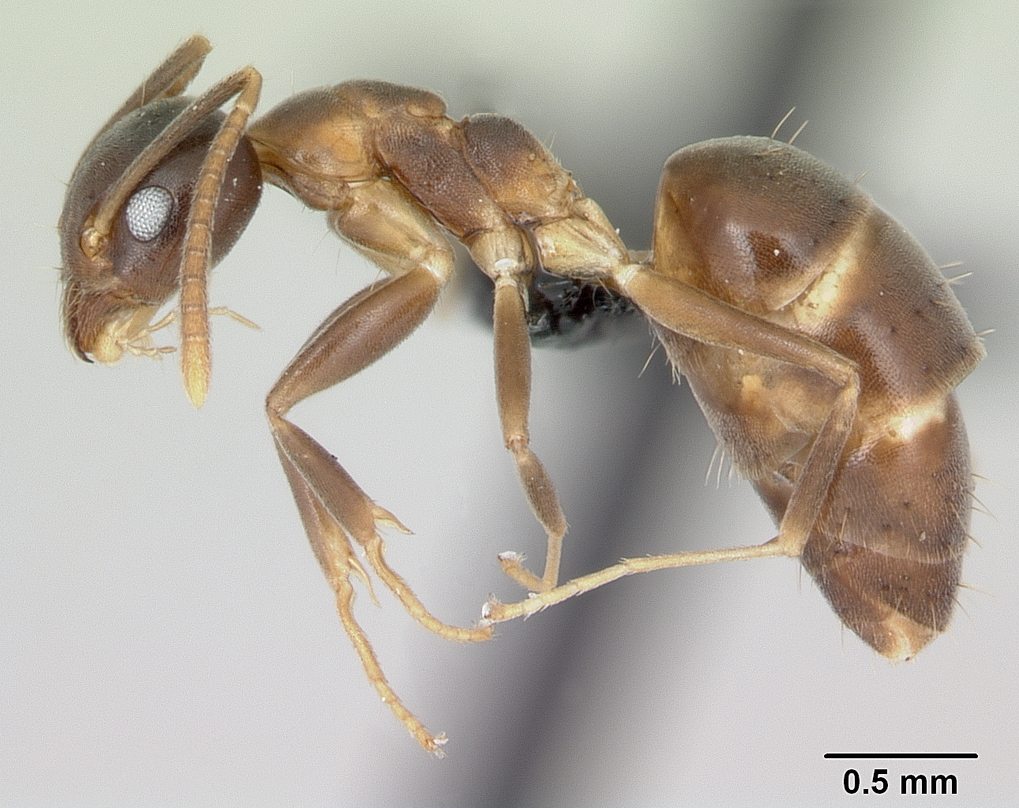
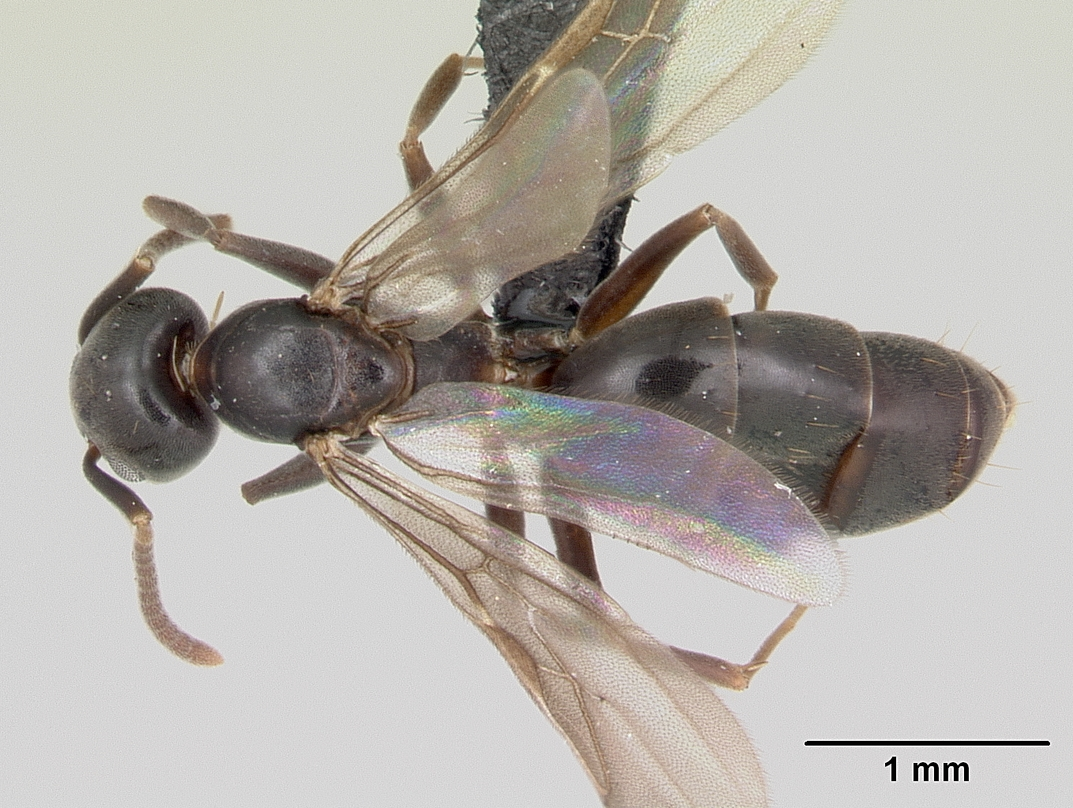
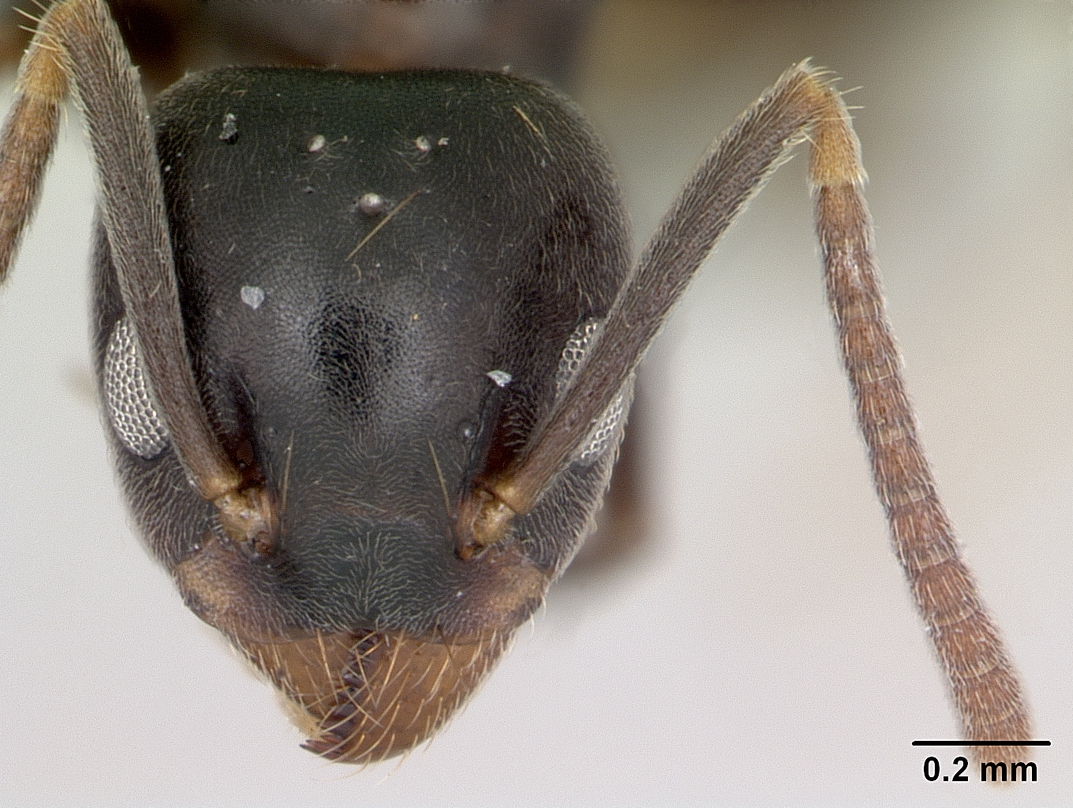